# Fonds de stabilisation de la fédération de Russie
Le fonds de stabilisation de la fédération de Russie (en russe : Стабилизационный фонд Российской Федерации) est un fonds souverain russe créé le 1er janvier 2004 qui gère les excédents budgétaires commerciaux liés aux exportations de ressources naturelles. En février 2008, le fonds de stabilisation a été scindé en deux: le "Reserve Fund" et le "National Wealth Fund". Le premier a été doté de 125 milliards de dollars, le second de 32 milliards de dollars.

## Description
Le fonds de stabilisation est divisé en deux fonds :
- le Fonds de réserve (ru), fonds dont l'objectif est de protéger l’économie du pays en cas de baisse du prix du baril de pétrole en dessous d'un certain seuil[1]. Il possédait environ 125,2 milliards de dollars[2] au 1er février 2008 et n'investit que dans des obligations d’État étrangères. Ses actifs sont limités à 10 % du PIB de la Russie ;
- le Fonds de la richesse nationale, fonds destiné à approvisionner les caisses de retraite du pays. Il gérait environ 32 milliards de dollars[2] au 1er février 2008 et est destiné à investir dans des actifs plus risqués que le Reserve Fund. Dernièrement, l'argent du fonds a été utilisé pour financer les infrastructures et le sauvetage des banques[3].

## Soldes
En date du 1er mars 2022, le Reserve Fund contenait 0,0 milliards de dollars (soit une perte de 100 % par rapport à sa dotation originale).
En date du 1er mars 2022, le National Wealth Fund contenait 154,8 milliards de dollars (soit un gain de 384 % par rapport à sa dotation originale).

## Évolution depuis 2008

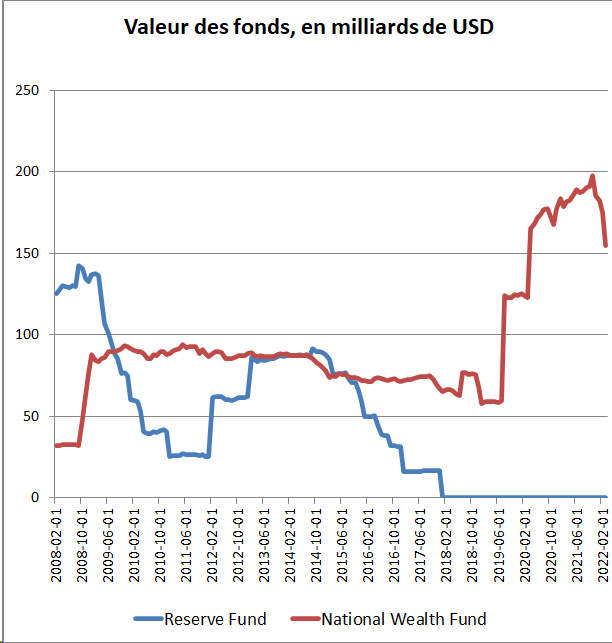
Valeur (en USD) des fonds au 1er mars 2022